# Petauroides volans
Grand phalanger volant
Pour les autres espèces de marsupiaux planeurs, voir Phalangers volants et Acrobate pygmée.
Genre
Espèce
Statut de conservation UICN

 VU A2bc+3bc+4bc : Vulnérable
Le grand phalanger volant,, (Petauroides volans), unique représentant du genre Petauroides, est un opossum australien. Il se rapproche beaucoup du Phalanger lémurien (Hemibelideus lemuroides) avec lequel il forme la sous-famille des Hemibelideinae.

## Description

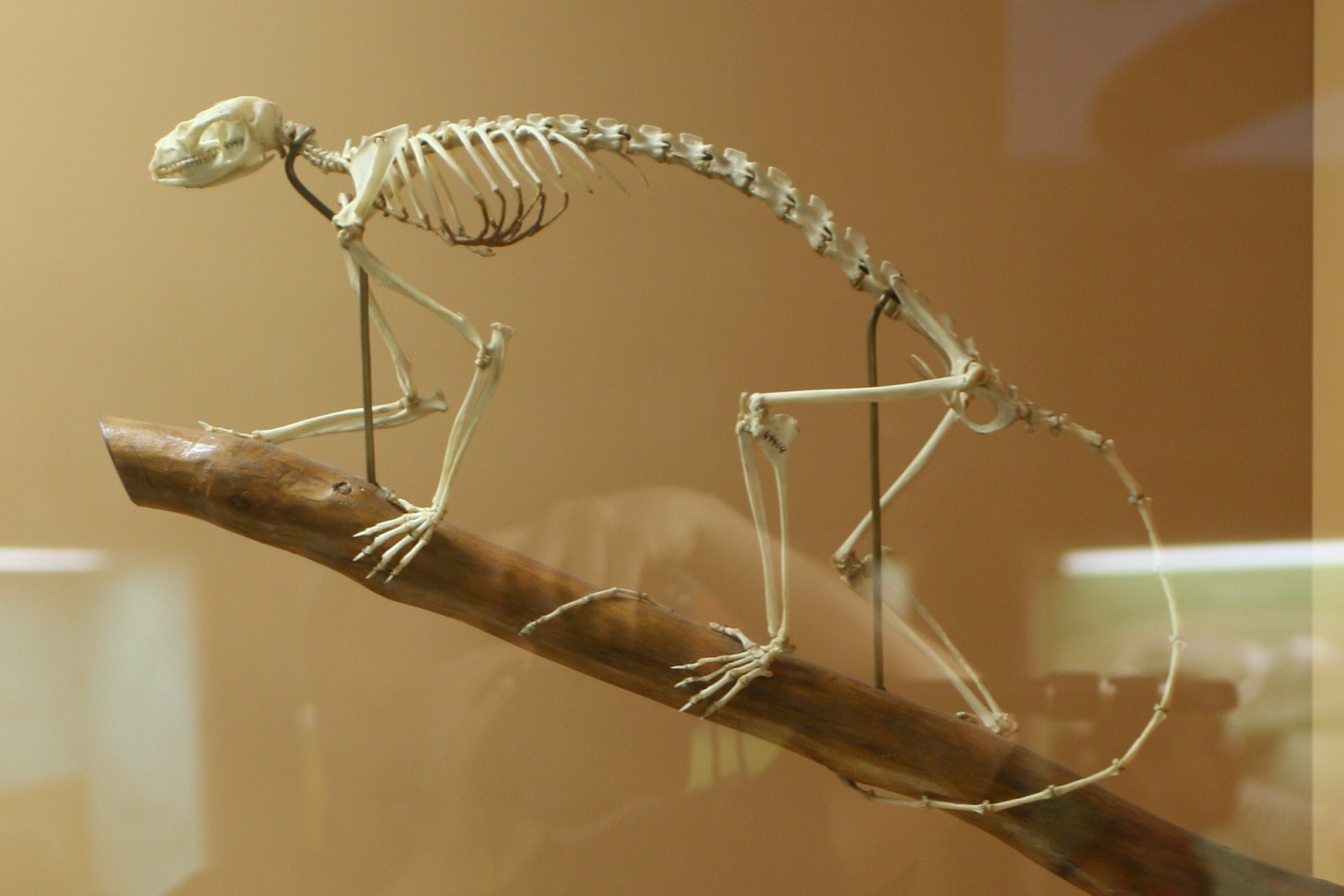
Squelette de Petauroides volans.

Il mesure 40 cm de la tête à la queue avec une queue de 50 cm pour un poids de 1.5 kg. C'est un animal de la taille d'un chat au pelage noir, brun ou gris avec le ventre blanc ou crème. Comme tous les "planeurs", il possède une membrane de peau qui, chez lui, va du coude à la cheville et qui lui permet de planer d'arbre en arbre. Sa queue n'est pas préhensile mais ses doigts sont opposables.

## Répartition et habitat
On le trouve dans les forêts sclérophyles depuis Mossman, dans le Queensland jusqu'à Daylesford, dans l'État de Victoria.

## Alimentation
Il se nourrit essentiellement de feuilles d'eucalyptus et occasionnellement de fleurs.

## Mode de vie
C'est un animal arboricole, nocturne, solitaire, marquant son territoire par ses glandes anales et chassant tout intrus.

## Reproduction
L'accouplement se produit entre mars et juin; il y a le plus souvent un seul petit (s'il y en a deux, un seul survit) qui passera quatre mois dans la poche de sa mère et restera avec elle avec elle jusqu'à l'âge de neuf mois avant de prendre son indépendance

## Espèce éteinte dePetauroides
Petauroides ayamaruensis Aplin et al., 1999